# کریستینا گرادو
کریستینا گرادو (ایتالیایی: Cristina Grado؛ ‏ ۲ فوریهٔ ۱۹۳۹ – ۳ ژانویهٔ ۲۰۱۶) بازیگر و صداپیشه اهل ایتالیا بود.
از فیلم‌ها یا برنامه‌های تلویزیونی که وی در آن نقش داشته‌است، می‌توان به ما، زنان و کنت دو مونت-کریستو اشاره کرد.